# Westlicher Rieserferner
Der Westliche Rieserferner (italienisch Vedretta di Ries occidentale) ist mit 1,97 km² der größte Gletscher der Rieserfernergruppe im westlichen Teil der Hohen Tauern. Er befindet sich südlich oberhalb des Bachertals, einem Quelltal des Reintals in Südtirol. Der nordexponierte Gletscher liegt eingebettet zwischen dem Nordostgrat des Schneebigen Nock und dem Nordostgrat des Magerstein. Letzterer Grat trennt den Gletscher vom deutlich kleineren Östlichen Rieserferner. Das gesamte Gebiet ist Teil des Naturparks Rieserferner-Ahrn.
Der Gletscher wird durch die Morphologie des Felsuntergrunds insbesondere im Zehrgebiet in zwei Bereiche geteilt und besitzt zwei getrennte Zungenenden. Der Höhenbereich reicht von 3227 m bis hinab auf 2570 m, wobei die östliche Zunge den tiefsten Punkt darstellt. Der Mittelteil des Gletschers, wo beide Zungen noch vereint sind, ist stark von Spalten durchsetzt.

## Entwicklung
Im Zeitraum von Oktober 2009 bis September 2010 wurde in Zusammenarbeit des Hydrographischen Amts Bozen und des geographischen Instituts der Universität Innsbruck die Massenbilanz des Gletschers ermittelt. Im Untersuchungszeitraum wurde ein Massenverlust von 1,208 Milliarden Litern ermittelt. Dies entspricht – bezogen auf die Fläche des Gletschers – einem Wasseräquivalent von 612 mm. Mangels fehlender Daten ist kein exakter Vorjahresvergleich möglich. Die Bilanzen des hydrologischen Jahres 2008/09 sind für alle untersuchten Südtiroler Gletscher im Mittel zwischen 20 % und 40 % weniger negativ als im langjährigen Mittel ausgefallen. Aus der ermittelten Änderung der Nettobilanz pro Höhenbereich wurde die Lage der Gleichgewichtslinie  (Equilibrium Line Altitude, ELA) mit 3100 Metern bestimmt. Das Verhältnis von Akkumulationsfläche zur Gesamtfläche (Accumulation Area Ration, AAR) betrug im Untersuchungszeitraum 17 %.
Im Jahr 1979 endete der Gletscher auf einer Höhe von 2554 Metern, er besaß damals noch eine dritte Zunge, die Gesamtfläche betrug 2,572 km². Im Jahr 1925 reichte die Hauptzunge sogar noch bis auf 2425 Meter hinab. Im Zeitraum zwischen 1977 und 1979 wurde ebenfalls die Massenbilanz des Gletschers bestimmt, der Anteil des Akkumulationsgebiets (AAR) lag dabei im hydrologischen Jahr 1977/78 bei 94 %, das heißt, dass nur auf 6 % der Fläche Ablation stattfand. Im zweiten untersuchten hydrologischen Jahr 1978/79 lag der Anteil des Akkumulationsgebiets bei 50 %, in Summe ergaben beide untersuchten hydrologischen Jahre eine leicht positive Bilanz.